# Serrat de Cal Gall
El Serrat de Cal Gall és una serra situada al municipi de Camós a la comarca del Pla de l'Estany, amb una elevació màxima de 491 metres.